# Gudron
Gudron, górska smoła, asfalt – pozostałość po próżniowej destylacji mazutu. Głównym produktem wychodzącym z kolumny destylacji próżniowej są oleje smarowe oraz próżniowy olej napędowy.
Gudron nie destyluje pod zmniejszonym ciśnieniem i może być poddawany hydrokrakingowi, zgazowaniu lub koksowaniu. Stosowany jest do produkcji papy dachowej i asfaltu prasowanego.